# Doric (Schiff, 1923)
Die Doric (II) war ein 1923 in Dienst gestelltes Passagierschiff der britischen Reederei White Star Line, das als Ozeandampfer auf der Nordatlantik-Route von Großbritannien nach Kanada eingesetzt wurde. 1935 wurde sie durch eine Schiffskollision so schwer beschädigt, dass sie zu einem Totalverlust erklärt und abgewrackt wurde.

## Das Schiff
Das 16.484 BRT große Passagierschiff Doric wurde auf der Werft Harland & Wolff im nordirischen Belfast gebaut und lief am 8. August 1922 vom Stapel. Das 175,41 Meter lange und 20,69 Meter breite Schiff hatte einen Schornstein, zwei Masten und zwei Propeller und konnte eine Höchstgeschwindigkeit von 15 Knoten erreichen. Sie war das zweite und letzte Schiff der White Star Line, das mit Dampfturbinen angetrieben wurde. Die Passagierunterkünfte waren für 600 Passagiere der Kabinenklasse und 1.700 Passagiere der Dritten Klasse bemessen. Ihr äußeres Design ähnelte der Pittsburgh (16.322 BRT) der American Line (später Pennland) und der Regina (16.313 BRT) der Dominion Line (später Westernland).
Die Doric wurde am 29. Mai 1923 fertiggestellt und lief am 8. Juni 1923 in Liverpool zu ihrer Jungfernfahrt nach Quebec und Montreal aus. Auf dieser Route blieb sie in den gesamten folgenden Jahren, bis sie 27. Mai 1932 zu ihrer letzten Fahrt auf dieser Route auslief. Anschließend wurde sie aufgelegt und ab 1933 wurde sie nur noch für Kreuzfahrten eingesetzt. 1934 fiel die Doric unter das Management der neu gebildeten Cunard-White Star Ltd., die sich aus der Übernahme der White Star Line durch die bisherige Konkurrentin Cunard Line ergab.
Am 5. September 1935 stieß die Doric vor dem Kap Finisterre an der Nordwestküste Spaniens mit der Formigny der französischen Reederei Compagnie des Chargeurs Réunis zusammen. 241 Passagiere wurden von dem P&O-Schiff Viceroy of India übernommen. In Vigo wurden notdürftige Reparaturen vorgenommen, aber der Schaden war so groß, dass sich die Reederei nach einer Inspektion dazu entschloss, das Schiff nicht wieder instand zu setzen. Die Doric wurde zum Abbruch an John Cashmore in Newport (Wales) verkauft und dort im November 1935 abgewrackt.